# Год 1914
«Год 1914» (пол. Rok 1914) — польский чёрно-белый военный фильм, снятый в 1932 году режиссёром Генриком Шаро.
Премьера фильма состоялась 16 февраля 1932 года.

## Сюжет
Главный герой фильма — Ежи Мирский, накануне свадьбы, в порыве патриотизма, оставляет свою невесту и идет на фронт, сражаться против русской армии в рядах польских легионов. Посланный в разведку, он проникает в штаб противника и похищает оперативные планы, но в ходе операции получает тяжелое ранение. Перестрелка произошла недалеко от усадьбы невесты, где Мирский укрывается. Нежная любовь и забота невесты и её родственников спасают раненного.

## В ролях
- Витольд Конти — Ежи Мирский
- Ядвига Смосарская — его невеста Анна (Ханка)
- Юзеф Малишевский — Анджей, брат Анны
- Веслав Гавликовский — дядя Анны и Анджея
- Василий Сикиевич — казачий офицер
- Мария Шаво — тетка Анны и Анджея
- Ян Курнатович — Ендрек
- Ежи Кобуш — легионер
- Павел Оверлло
- Лех Оврон и др.

В фильме звучат песни кубанских казаков.